# Маккарти, Мэри
Мэ́ри Тере́за Макка́рти (англ. Mary Therese McCarthy, 21 июня 1912 года, Сиэтл, США — 25 октября 1989 года, Нью-Йорк, США) — американская писательница, публицист и критик, социалист.
Мэри Маккарти симпатизировала коммунистам, но после «московских процессов» солидаризировалась с Львом Троцким и осуждала сталинизм. Входя в коллектив журнала «Partisan Review», где приобрела репутацию талантливого критика, также печаталась в «The Nation», «The New Republic», «Harper’s Magazine» и «The New York Review of Books». После Второй мировой войны выступала с критикой и маккартизма, и советского строя. Во время войны во Вьетнаме несколько раз посещала Вьетнам и выступала с критикой негативного изображения вьетнамских партизан в западных СМИ.
Была замужем четыре раза. Начиная с 1938 года, её мужем был известный литературный критик Эдмунд Уилсон, в этом браке у Мэри Маккарти родился сын, Reuel Wilson.
Одной из её ближайших подруг была Ханна Арендт.

## Книги
- The Company She Keeps (1942), Harvest/HBJ, 2003 reprint: ISBN 0-15-602786-0
- The Oasis (1949), 1999 edition: ISBN 1-58348-392-6
- Cast a Cold Eye («Окинь холодным взглядом») (1950), HBJ, 1992 reissue: ISBN 978-0-15-615444-4
- The Groves of Academe (1952), Harvest/HBJ, 2002 reprint:ISBN 0-15-602787-9
- A Charmed Life (1955), Harvest Books, 1992 reprint: ISBN 0-15-616774-3
- Venice Observed (1956), Harvest/HBJ, 1963 edition: ISBN 0-15-693521-X (the 1963 edition lacks the illustrations present in the original book)
- The Stones of Florence (1956), Harvest/HBJ, 2002 reprint of 1963 edition: ISBN 0-15-602763-1 (the 1963 edition lacks the illustrations present in the original book)
- Memories of a Catholic Girlhood (1957), Harvest/HBJ, 1972 reprint:ISBN 0-15-658650-9 (autobiography)
- On the Contrary (1961)
- The Group (1962), Harvest/HBJ, 1991 reprint: ISBN 0-15-637208-8, adapted as a 1966 movie of the same name.
- Vietnam (1967)
- Hanoi (1968)
- The Writing on the Wall (1970)
- Birds of America (1971), Harcourt 1992 reprint: ISBN 0-15-612630-3
- Medina (1972)
- The Mask of State: Watergate Portraits (1974)
- Cannibals and Missionaries (1979), Harvest/HBJ, 1991 reprint:ISBN 0-15-615386-6 (novel explores the psychology of terrorism)
- Ideas and the Novel (1980)
- How I Grew (1987), Harvest Books, ISBN 0-15-642185-2 (intellectual autobiography age 13-21)
- Intellectual Memoirs (1992), published posthumously (edited and with a foreword by Elizabeth Hardwick)
- A Bolt from the Blue and Other Essays (2002), New York Review Books, (compilation of essays and critiques), ISBN 1-59017-010-5